# Ковпак (гриб)
Ковпак кільчастий (Cortinarius caperatus (Pers.) Fr. = Rozites caperata (Pers.) P.Karst.) — їстівний гриб з родини павутинникових (Cortinariaceae) з роду павутинник (Cortinarius). Раніше вважався єдиним представником роду Rozites. Місцева назва — «панчішка»[джерело?].

## Будова
Шапинка (3)5—10(12) см у діаметрі, напівкуляста, пізніше опукло- або плоскорозпростерта, здебільшого з горбом, з тупим краєм, солом'яно- чи глинисто-жовта, оранжево- або абрикосово-жовта, у центрі білувата від залишку загального покривала, суха, притиснуто-тонколуската, згодом майже гола, з пластівцями по краю. Пластинки широкі, тонкі, густі, бежеві, пізніше блідо-вохряні, при достиганні вохряно-коричневі. Спорова маса вохряно- або іржаво-коричнева. Спори (10)11—14(18) Х 7—9 мкм, вохряно-коричнюваті, бородавчасті, із сосочкоподібною ростковою порою. Ніжка 5—9(12) Х 1—2 см, щільна, біла, згодом жовтувата, гола, з подвійним, щільним жовтуватим кільцем, біля основи з прирослою піхвою, утвореною загальним покривалом (у старих плодових тіл піхва зникає). М'якуш шапинки та ніжки білий, під шкіркою шапинки червонувато-жовтий, з приємним смаком і запахом.

## Поширення та середовище існування
Поширений в Північній Америці, Європі та в деяких місцях Азії. Чимало цього гриба росте в Скандинавії, дуже багато — в Білорусі, в Росії — в західних і центральних районах Європейської частини.
В Україні поширений на Поліссі та в Прикарпатті. Росте у хвойних лісах; у серпні — жовтні.

## Практичне використання
Дуже добрий їстівний гриб, належить до третьої категорії. Використовують свіжим, про запас сушать.